# 스즈키 겐조 (천문학자)
스즈키 겐조(일본어: 鈴木憲蔵)는 일본의 아마추어 천문가이다. 아이치현 도요타시에 거주중이다. 1984년부터 1992년에 걸쳐 42개의 소행성을 발견했다. 소행성 5526 겐조는 그의 이름을 따서 명명되었다.